# Diplôme d'État d'ingénierie sociale
Le diplôme d'État d'ingénierie sociale, (DEIS) remplace l'ancien diplôme supérieur en travail social (DSTS) depuis 2005. L'apparition de ce nouveau diplôme est lié d'une part à la Réforme LMD (Licence +3/Master +5/Doctorat +8) d'autre part à la nécessité de créer des formats de diplômes favorisant la VAE (Validation des acquis de l'expérience). Ainsi si le DSTS correspond à un niveau maîtrise (bac +4) reconnu au niveau II ; le DEIS se situe lui au niveau master (bac +5) reconnu au niveau I.
La formation dispensée par les instituts en travail social conduit au diplôme d'État d'ingénierie sociale et permet aux professionnels de terrain d’acquérir les compétences attendues des cadres de l’action sociale dans les domaines de :
- la connaissance et l’expertise des politiques sociales,
- la conception, la mise en œuvre et l’évaluation de projets d’intervention sociale,
- la direction et la gestion de service et l’encadrement d’équipes,
- la méthodologie de recherche.

Elle s’articule avec la préparation à une maîtrise ou à un diplôme de même niveau et s’effectue dans le cadre de la formation professionnelle continue.
Le DEIS vise à former des professionnels qui souhaitent assurer des fonctions de conseillers techniques, chargés d'étude, coordinateurs de projet…

## Conditions d'admission
- Être titulaire d'un diplôme niveau III du champ social (diplôme d'État d'assistant de service social, diplôme d'État d'éducateur spécialisé, diplôme d'État d'éducateur de jeunes enfants, diplôme d'État de conseiller en économie sociale et familiale, un diplôme d'État relatif aux fonctions d'animation, un diplôme d'éducateur de la protection judiciaire de la jeunesse ou d'éducateur technique spécialisé).